# さらばモスクワ愚連隊
『さらばモスクワ愚連隊』(さらばモスクワぐれんたい) は、五木寛之の短編小説、またそれを原作とした映画。五木の小説家としてのデビュー作であり、小説現代新人賞を受賞した。

## 概要
1965年4月、CMの作詞やテレビ番組の構成などを手掛けていた松延寛之は学生時代の友人の岡玲子と結婚。松延は、岡家の親類で跡継ぎがなかった五木姓を使って「五木寛之」と名乗った。同年夏にソ連・北欧を妻とともに旅行。帰国後、妻の郷里である石川県金沢市に移住し、小説執筆にとりかかった。
1966年、小説現代新人賞の上期受賞作として『小説現代』6月号に掲載された。雑誌掲載時のタイトルは「さらば、モスクワ愚連隊」。五木の小説家としてのデビュー作となった。同年7月18日決定発表の第55回直木賞の候補となった。
1967年1月30日、作品集『さらばモスクワ愚連隊』が講談社から刊行。表題作として収録された。
1968年に東宝製作の映画版が公開されている。
2002年8月、若山弦藏による朗読CDが新潮社から発売された。

## あらすじ
友人の依頼で日本のジャズバンドをソ連が招聘する企画の下見でモスクワを訪れた元ピアニストの芸能プロモーター北見は、ボリショイ劇場のまえでミーシャという17.8才の少年と出会った。モスクワの不良少年ミーシャが彼らの溜まり場になっている場末のレストラン"赤い鳥"で、クラリネットの演奏を聴いた北見は心を掴まれた。北見は翌晩、楽器演奏の嗜みがある大使館員白瀬と同宿のアメリカ人学生ビルと連れ立って"赤い鳥"を訪れたが、軟弱なトランペット演奏をしていたミーシャに反撥心を覚え、店内に置かれたピアノのまえに腰を下ろした。音楽が起こすバイブレーションは男たちの魂を共鳴させ、即興演奏のブルースをモスクワの夜に響かせる。
翌日北見はミーシャが自分たちとのジャムのあと傷害事件を起こしたため、モスクワから去って行くことを彼の仲間から伝えられた。

## 主要登場人物
- 北見 - 元ジャズピアニストの国際芸能プロモーター
- 森島 - 日ソ芸術協会主宰、北見の大学時代の友人
- 白瀬 - 日本大使館二等書記官
- ミーシャ - 管楽器演奏に秀でた不良少年
- イーゴリ - ミーシャの仲間、レストラン"赤い鳥"のコック
- ヴィクトル - ミーシャの仲間、"赤い鳥"の見習いコック
- エルザ - ミーシャの女友達
- ユーリー・ペトロ―ヴィチ・マカーロフ - モスクワ大学生、青年共産同盟員
- ビル - 旅行者のアメリカ人学生
- ヴェ・ゲー・ダンチェンコ - ソ連対外文化交流委員会第三部長

## 収録書籍
- 1967年1月『さらばモスクワ愚連隊』講談社
- 1969年1月『現代長編文学全集.53 』講談社
- 1969年『現代作家代表シリーズ.8 (異邦の女) 』講談社
- 1972年10月『五木寛之作品集.1 (蒼ざめた馬を見よ) 』文藝春秋
- 1975年11月『さらばモスクワ愚連隊』講談社文庫
- 1976年11月『筑摩現代文学大系.92 (野坂昭如・五木寛之・井上ひさし集) 筑摩書房
- 1978年4月『小説現代新人賞全作品.1 』講談社
- 1979年5月『さらばモスクワ愚連隊』角川文庫
- 1979年10月『五木寛之小説全集.1 (さらばモスクワ愚連隊) 』講談社
- 1982年6月『さらばモスクワ愚連隊』新潮文庫
- 1993年1月『星のバザール ロシア小説自選集』集英社文庫
- 1996年7月『物語の森へ 全・中短編ベストセレクション』東京書籍
- 2023年4月『五木寛之セレクションII (音楽小説名作集) 』東京書籍

## 映画

### スタッフ
以下のスタッフ名は東宝に従った。
- 監督：堀川弘通
- 脚本：田村孟
- 音楽：黛敏郎 / 八木正生

### キャスト
以下の出演者名は東宝に従った。
- 加山雄三
- 伊藤孝雄
- 塚本信夫
- 黒沢年男
- 神山繁
- 野際陽子
- ピーター・アレクセフ